# Rudolf Nissen
Johan Rudolf Emanuel Nissen, född 28 september 1841 i Göteborg, död 26 mars 1896 i Stockholm, var en svensk sjöofficer inom Kungliga Flottan.
Rudolf Nissen var son till hamnkaptenen Johan Eric Nissen (1802–1874), som på 1840-talet var befälhavare på emigrantskepp till Amerika. Efter sjökaptensexamen 1860 och sjöofficersexamen 1862 var Nissen så småningom lärare vid den nyinrättade Sjökrigsskolan 1868–1891. Han deltog i fregatten Vanadis världsomsegling 1883–1885, blev till kommendörkapten av andra graden 1890 och av första graden 1894. Nissen var inspektör för landets navigationsskolor från 1891. Han var riddare av Svärdsorden (RSO) och riddare av Nordstjärneorden (RNO).
Han var från 1868 gift med Sophie Psilanderhjelm (1844–1920) från egendomen Värkö, Lösens socken i Blekinge, dotter till löjtnanten Fredrik Psilanderhjelm och Emilie Gyllenskepp. De fick barnen Knut Arvid (1869–1909), kommendörkaptenen Thorsten Nissen (1870–1941), advokaten Baltzar Johan Henry (1872–1940), tvillingarna Johan Fredrik Rudolf (1875–1937) och Ragnhild Emilie Sophie (1875–1969) samt Thyra Vanadis Gustafva (1884–1960).
Rudolf Nissen är begravd i familjegrav på Galärvarvskyrkogården i Stockholm.

## Mer läsning
- Fineman, C. G. (1897). ”Rudolf Nissen: åminnelsetal öfver aflidne kommendörkaptenen af 1:a graden m. m. J[ohan] Rudolf [Emanuel] Nissen”. Tidskrift i sjöväsendet 60:1897,:  sid. 1-18. 0040-6945. ISSN 0040-6945. Libris 13490013